# Vitale (cognome)
Vitale è un cognome di lingua italiana.

## Varianti
Vitali, Vidale, Vidali, Vidal, Viale, Viali, Vial, Viale, Vitaletti, Vitaliti, Vitalini, Vitalone, Vitaloni, Vialetto.

## Origine e diffusione
Deriva dal prenome maschile Vitale.
Il cognome è portato da oltre 7.800 famiglie ed è maggiormente concentrato nelle regioni meridionali, delle quali maggior frequenza si riscontra in Campania e Sicilia.
Nella sua variante Vitali, il cognome è presente nelle regioni dell'Italia centrale e settentrionale, ed è portato da oltre 6.000 famiglie.

## Persone
- Aldo Vitale, dirigente sportivo italiano
- Antonio Vitale, politico italiano
- Antonio Vitale, artista italiano
- Cesare Vitale, allenatore di calcio ed ex calciatore italiano
- Danny Vitale, giocatore di football americano statunitense
- Dick Vitale, allenatore di pallacanestro e telecronista sportivo statunitense
- Emmanuele Vitale, patriota, militare e notaio maltese
- Ettore Vitale, ingegnere italiano
- Federica Vitale, nuotatrice italiana
- Francesca Vitale, calciatrice italiana
- Giovanbattista Vitale, criminale italiano
- Giuseppe Vitale, politico italiano
- Giuseppe Vitale, politico italiano
- Guido Vitale, diplomatico e linguista italiano
- Ilenia Vitale, velocista italiana
- Julián Vitale, calciatore argentino
- Kevin Vitale, studente universitario all'Alma mater studiorum di Bologna
- Leonardo Vitale, mafioso e collaboratore di giustizia italiano
- Lidia Vitale, attrice italiana
- Lino Vitale, politico italiano
- Luigi Vitale, calciatore italiano
- Marco Vitale, arciere italiano
- Marco Vitale, avvocato italiano
- Mario Vitale, attore italiano
- Massimo Adolfo Vitale, storico, romanziere e colonnello italiano
- Mattia Vitale, calciatore italiano
- Maurizio Vitale, linguista, filologo e accademico italiano
- Milly Vitale, attrice italiana
- Nicola Vitale, poeta, saggista e pittore italiano
- Ottavio Vitale, vescovo cattolico italiano
- Raoul Gregory Vitale, musicologo e storico italo-levantino di Siria
- Serena Vitale, scrittrice e traduttrice italiana
- Silvio Vitale, politico italiano
- Tony Vitale, regista, scenografo e produttore cinematografico statunitense
- Valentina Vitale, surfista italiana
- Vincenzo Vitale, pianista e didatta italiano

### Variante Vitali
- Acruto Vitali, poeta, tenore e artista italiano
- Aldo Vitali, enigmista italiano
- Alessandro Vitali, dirigente sportivo e calciatore italiano
- Alessandro Vitali, calciatore italiano
- Alvaro Vitali, attore italiano
- Andrea Vitali, scrittore e medico italiano
- Andrea Vitali, storico italiano
- Bernardino Vitali, tipografo italiano del XV secolo
- Buonafede Vitali, medico italiano
- Cristina Vitali, ex tiratrice a volo italiana
- Daniele Vitali, archeologo italiano
- Daniele Vitali, glottologo italiano
- Dario Vitali, militare italiano
- Emilio Vitali, pittore italiano
- Filippo Vitali, compositore e cantore italiano
- Giampiero Vitali, ex calciatore ed allenatore di calcio italiano
- Giancarlo Vitali, pittore italiano
- Giancarlo Vitali, calciatore italiano
- Gigi Vitali, alpinista italiano
- Giovanni Battista Vitali, compositore e violinista italiano
- Giuseppe Vitali, generale italiano
- Giuseppe Vitali, matematico italiano
- Luca Vitali, cestista italiano
- Luigi Vitali, avvocato e politico italiano
- Marco Vitali, ex ciclista su strada italiano
- Masseo Vitali, vescovo italiano
- Massimo Vitali, fotografo italiano
- Maurizio Vitali, pilota motociclistico italiano
- Michele Vitali, cestista italiano
- Michele Vitali Mazza, militare italiano
- Nando Vitali, scrittore italiano
- Nando Vitali, scrittore italiano
- Nazareno Vitali, insegnante e politico italiano
- Stefano Vitali, politico italiano
- Tomaso Antonio Vitali, violinista e compositore italiano
- Velasco Vitali, artista, pittore e scultore italiano
- Walter Vitali, politico italiano